# قرية توبر ليك (نيويورك)
قرية توبر ليك (بالإنجليزية: Tupper Lake (village), New York)‏ هي بلدة تقع في الولايات المتحدة في مقاطعة فرانكلن، نيويورك. يقدر عدد سكانها بـ 3,667 نسمة ومساحتها 4.6 كم2 وترتفع عن سطح البحر 471 متر.

## المناخ
يظهر الجدول التالي التغييرات المناخية على مدار السنة لقرية توبر ليك:
| البيانات المناخية لـقرية توبر ليك | البيانات المناخية لـقرية توبر ليك | البيانات المناخية لـقرية توبر ليك | البيانات المناخية لـقرية توبر ليك | البيانات المناخية لـقرية توبر ليك | البيانات المناخية لـقرية توبر ليك | البيانات المناخية لـقرية توبر ليك | البيانات المناخية لـقرية توبر ليك | البيانات المناخية لـقرية توبر ليك | البيانات المناخية لـقرية توبر ليك | البيانات المناخية لـقرية توبر ليك | البيانات المناخية لـقرية توبر ليك | البيانات المناخية لـقرية توبر ليك | البيانات المناخية لـقرية توبر ليك |
| الشهر                             | يناير                             | فبراير                            | مارس                              | أبريل                             | مايو                              | يونيو                             | يوليو                             | أغسطس                             | سبتمبر                            | أكتوبر                            | نوفمبر                            | ديسمبر                            | المعدل السنوي                     |
| --------------------------------- | --------------------------------- | --------------------------------- | --------------------------------- | --------------------------------- | --------------------------------- | --------------------------------- | --------------------------------- | --------------------------------- | --------------------------------- | --------------------------------- | --------------------------------- | --------------------------------- | --------------------------------- |
| الدرجة القصوى °ف (°م)             | 60.8 (16.0)                       | 62.1 (16.7)                       | 77.9 (25.5)                       | 86.2 (30.1)                       | 90.5 (32.5)                       | 91.5 (33.1)                       | 92.3 (33.5)                       | 92.7 (33.7)                       | 91.3 (32.9)                       | 79.8 (26.6)                       | 69.3 (20.7)                       | 63.7 (17.6)                       | 92.7 (33.7)                       |
| متوسط درجة الحرارة الكبرى °ف (°م) | 25.8 (−3.4)                       | 29.6 (−1.3)                       | 37.9 (3.3)                        | 51.6 (10.9)                       | 64.5 (18.1)                       | 72.8 (22.7)                       | 76.9 (24.9)                       | 75.3 (24.1)                       | 67.7 (19.8)                       | 55.2 (12.9)                       | 42.4 (5.8)                        | 30.6 (−0.8)                       | 52.6 (11.4)                       |
| المتوسط اليومي °ف (°م)            | 15.0 (−9.4)                       | 17.8 (−7.9)                       | 26.4 (−3.1)                       | 40.3 (4.6)                        | 52.2 (11.2)                       | 61.1 (16.2)                       | 65.4 (18.6)                       | 63.7 (17.6)                       | 56.2 (13.4)                       | 44.8 (7.1)                        | 33.8 (1.0)                        | 21.7 (−5.7)                       | 41.6 (5.3)                        |
| متوسط درجة الحرارة الصغرى °ف (°م) | 4.3 (−15.4)                       | 6.1 (−14.4)                       | 14.9 (−9.5)                       | 29.0 (−1.7)                       | 39.9 (4.4)                        | 49.4 (9.7)                        | 53.8 (12.1)                       | 52.1 (11.2)                       | 44.6 (7.0)                        | 34.3 (1.3)                        | 25.1 (−3.8)                       | 12.8 (−10.7)                      | 30.6 (−0.8)                       |
| أدنى درجة حرارة °ف (°م)           | −34.6 (−37.0)                     | −29.9 (−34.4)                     | −26.6 (−32.6)                     | −1.0 (−18.3)                      | 22.2 (−5.4)                       | 27.0 (−2.8)                       | 32.5 (0.3)                        | 33.6 (0.9)                        | 22.3 (−5.4)                       | 12.1 (−11.1)                      | −15.5 (−26.4)                     | −28.7 (−33.7)                     | −34.6 (−37.0)                     |
| الهطول إنش (مم)                   | 3.07 (78)                         | 2.58 (66)                         | 2.94 (75)                         | 3.21 (82)                         | 3.72 (94)                         | 4.16 (106)                        | 4.37 (111)                        | 4.51 (115)                        | 4.09 (104)                        | 4.14 (105)                        | 3.81 (97)                         | 3.25 (83)                         | 43.85 (1٬114)                     |
| متوسط الرطوبة النسبية (%)         | 73.6                              | 70.7                              | 66.6                              | 63.0                              | 62.6                              | 69.4                              | 71.4                              | 73.8                              | 74.2                              | 72.5                              | 77.5                              | 79.7                              | 71.3                              |
| المصدر: PRISM                     |                                   |                                   |                                   |                                   |                                   |                                   |                                   |                                   |                                   |                                   |                                   |                                   |                                   |

## أعلام
- لاري فاولر